# RS-575
Pour les articles homonymes, voir Route 575.
La RS-575 est une route locale du Nord-Ouest de l'État du Rio Grande do Sul.
Elle débute à Santo Cristo, à l'embranchement avec la BR-472, et s'achève à Porto Vera Cruz, sur le Río Uruguay, face à l'Argentine. Elle est longue de 30 km.